# Auston Matthews
Auston Matthews (Scottsdale, 17 settembre 1997) è un hockeista su ghiaccio statunitense.

## Caratteristiche tecniche
Gioca come centro, in grado di segnare e fornire assist ai compagni.

## Carriera
Matthews venne scelto come 57ª scelta dai Everett Silvertips nel 2012, ma decise di giocare per la United States National Team Development Program, squadra che milita nella USHL. Il primo anno riuscì subito ad attirare l'attenzione degli scout NHL, venendo segnalato con enfasi data la sua provenienza dal Sud-Ovest degli Stati Uniti. Nella sua seconda stagione arrivò primo per punti messo a segno (55 goal e 61 assist), superando con 116 punti il record di 102 punti siglato da Patrick Kane nella stagione 2005-2006.

### Svizzera
Invece di proseguire giocando per le leghe giovanili o dillettantistiche nord americane, Matthews decide di giocare professionalmente l'ultimo anno prima di essere eleggibile per il Draft. Il 7 agosto 2015 firma un contratto di un anno con gli svizzeri del ZSC Lions, squadra militante nel campionato di National League A, mettendo a segno 46 punti (24 reti e 22 assist) nelle 36 partite di regular season giocate e venendo eliminato al primo turno dei play-off.

### Toronto Maple Leafs
A giugno 2016 venne selezionato come prima scelta assoluta da parte dei Toronto Maple Leafs. Firma un contratto di tre anni a circa 3 milioni di dollari annui, bonus compresi.

## Statistiche
Statistiche aggiornate a aprile 2017.

### Club
| Stagione  | Squadra             | Stagione regolare | Stagione regolare | Stagione regolare | Stagione regolare | Stagione regolare | Stagione regolare | Playoff | Playoff | Playoff | Playoff | Playoff |
| Stagione  | Squadra             | Lega              | P                 | G                 | A                 | Pt                | PIM               | P       | G       | A       | Pt      | PIM     |
| --------- | ------------------- | ----------------- | ----------------- | ----------------- | ----------------- | ----------------- | ----------------- | ------- | ------- | ------- | ------- | ------- |
| 2015-2016 | ZSC Lions           | NLA               | 36                | 24                | 22                | 46                | 6                 | 4       | 0       | 3       | 3       | 2       |
| 2016-2017 | Toronto Maple Leafs | NHL               | 82                | 40                | 29                | 69                | 14                | 5       | 3       | 1       | 4       | -       |